# Gerdaujė
Gerdaujė je říčka na západě Litvy v okrese Klaipėda, v Žemaitsku. je 10,4 km dlouhá. Pramení 500 m severozápadně od vsi Pajuodupis na jihu lesa Vėžaitinės miškas, 9 km na východ od Gargždů a do řeky Minije se vlévá 1 km na západojihozápad od obce Rudaičiai, 60,3 km od jejího ústí do Atmaty. Je to její levý přítok.

## Průběh toku
Gerdaujė hned od počátku silně meandruje, celkově směrem zpočátku západním, protéká vsí Perkūnai, později se tok napřimuje a teče směrem jihojihozápadním, míjí ze severu ves Pagerdaujis, městys Vėžaičiai, zde se stáčí na severozápad, míjí kličkou širokého meandru z jihu obec Rudaičiai, za kterou ji překlenuje most silnice Vėžaičiai - Kartena a vzápětí se vlévá do Minije. Naproti obce Rudaičiai, na jejím levém (jižním) břehu je hradiště Gerduvėnai, které bylo dříve obehnáno hradním příkopem. Jeho pozůstatkem je jezírko z opačné strany hradiště.

## Přítoky
Nemá významnější přítoky.